# Schleidenplatz
Der Schleidenplatz ist ein kleiner dreieckiger Stadtplatz im Berliner Ortsteil Friedrichshain. Er wurde zwischen 1874 und 1881 angelegt und gilt als „Tor zum Samariterviertel“.

## Geschichte
Der nördliche Bereich der Frankfurter Allee innerhalb des S-Bahn-Ringes wurde im 19. Jahrhundert zu Wohnzwecken erschlossen. Nach der Festlegung der Straßenführungen entstand am Schnittpunkt der Rigaer, Pettenkofer- und Waldeyerstraße ein Platz in Dreieckform mit einer Fläche von 7800 Quadratmetern.
Seit dem 23. August 1905 trägt der Platz den Namen des Botanikers Matthias Jacob Schleiden und liegt unweit des S- und U-Bahnhofs Frankfurter Allee. Die Bebauung in diesem Bereich, der nach der Samariterkirche  auch Samariterviertel genannt wird, war im Wesentlichen 1910 abgeschlossen. Fast 100 Jahre war dieser Platz ein unauffälliger und wenig beliebter Spielplatz. In den Jahren 2004 bis Mai 2005 wurde er im Auftrag des zuständigen Bezirksamtes für 580.000 Euro als kleine Grünanlage neu gestaltet, wobei die Anwohner in die Vorbereitungsphase mit einbezogen waren. Die Planungen und die Ausführung erfolgten durch die Firma Stattbau GmbH in Zusammenarbeit mit den Büros Ariane Röntz und Barbara Willecke. Der nun parkähnliche Platz verfügt unter anderem über einen Abenteuerspielplatz und eine Skateranlage. Seit seiner Fertigstellung gilt in allen Straßen eine Verkehrsberuhigung mit Tempo 30 und eine Parkraumbewirtschaftung.

## Sehenswürdigkeiten am Schleidenplatz

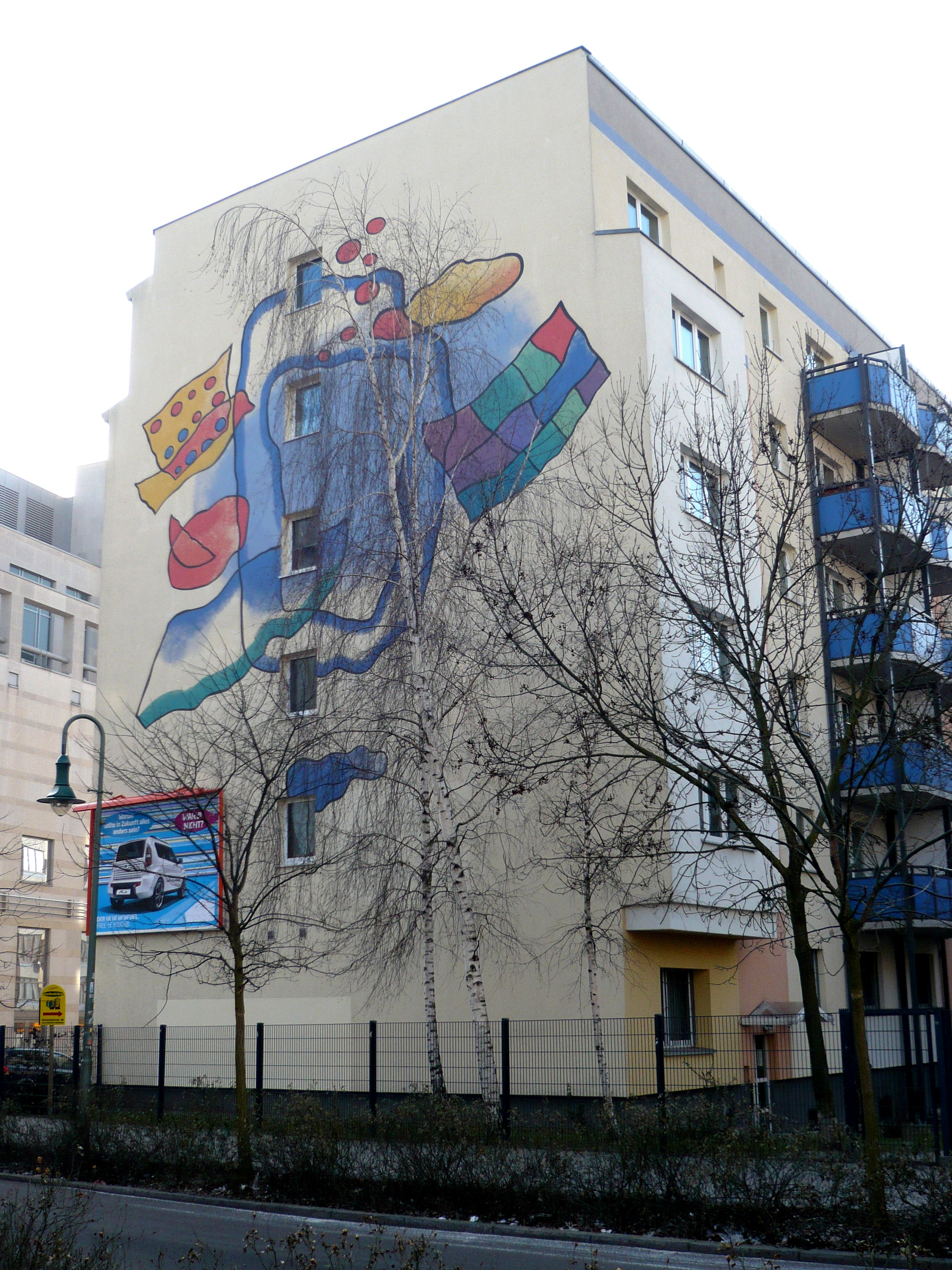
Giebelbild, 2009

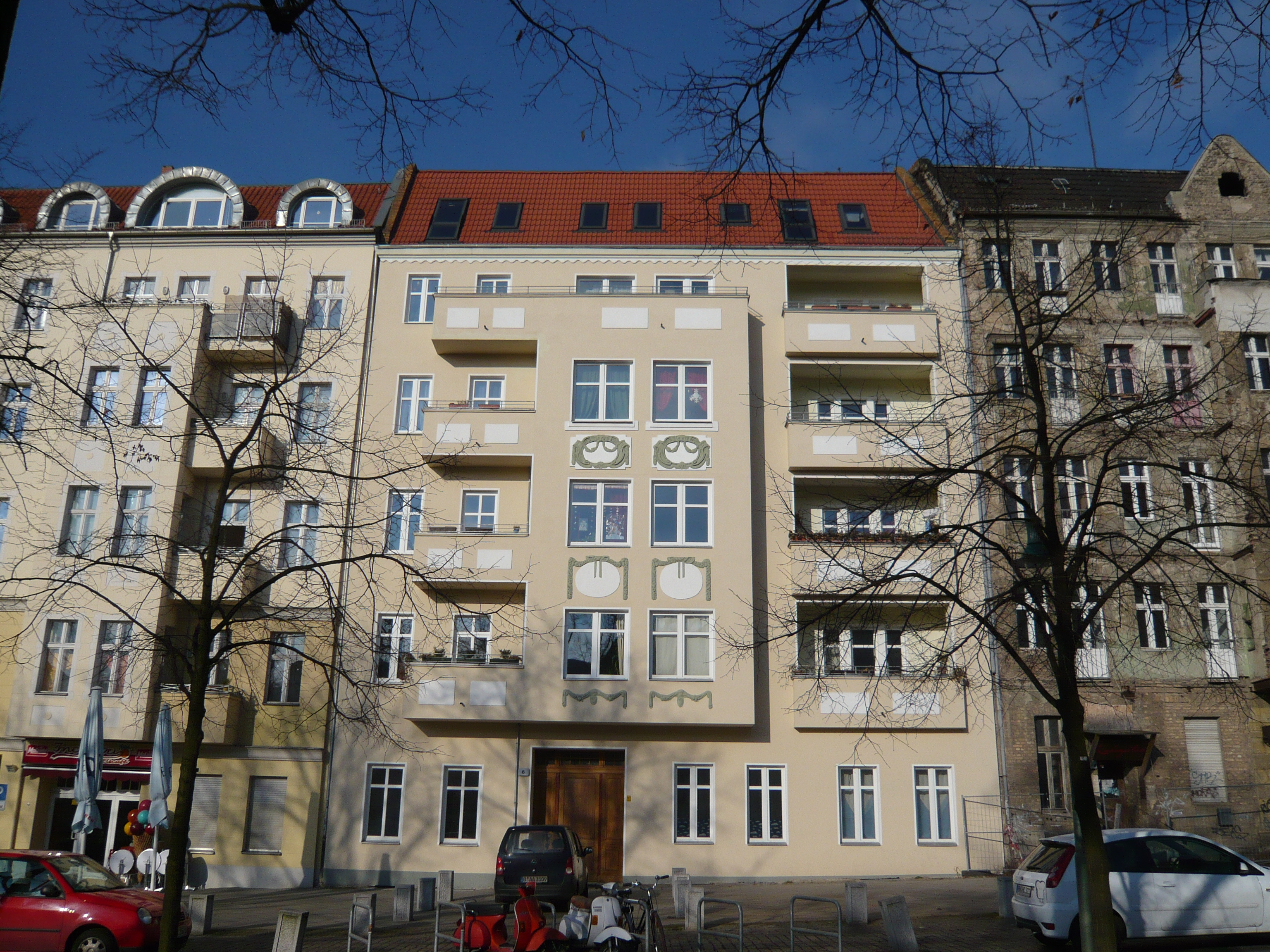
Renoviertes Bürgerhaus am Schleidenplatz

Direkt am Platz (Schreinerstraße 32 / Waldeyerstraße 5) steht ein ehemals denkmalgeschütztes Bürgerhaus. Es handelt sich um einen massiven viergeschossigen Ziegelbau mit wenigen neoklassizistischen Fassadenelementen, der aus Vorder- und Hinterhaus mit Seitenflügel besteht. In den Jahren 2007/2008 wurde es umfassend saniert. Der innenliegende Seitenflügel wurde völlig neu errichtet und ist treppenförmig gestaltet. – Nach den Bauarbeiten nahm es der Senat von Berlin aus der Denkmalliste heraus, weil zu wenig von den Originalen erhalten geblieben ist.
In der Rigaer Straße am Schleidenplatz befand sich ein Wandbild mit der Darstellung verschiedener Personen, die aus ihren Fenstern schauen, gestaltet hatte es der Künstler Hans Joachim Eggstein im Jahr 1987. Bei der neuen Eckbebauung verschwand dieses Bild. Dafür gibt es an einer anderen Ecke des Platzes ein neues Graffiti mit der Darstellung eines Fliegenden Teppichs.
An der Nordseite der Rigaer Straße gegenüber der Kita steht mittig am Südrand des Platzes eine grüne Plumpe in der neueren Form einer einteiligen Säule.